# Bones Viles
Les Bones Viles (en francès les Bonnes Villes) eren les ciutats més importants del Principat de Lieja. Tenien el dret de construir muralles i fortificacions, d'erigir un perron i el deure de defendre'ls i el dret d'enviar representants de l'estament tercer a l'òrgan legislatiu del principat, anomenat Dies dels estats. Després de la Pau de Fexhe, l'any 1316 el legislatiu es compartia entre el príncep-bisbe i els tres estaments: el capítol de la catedral, la noblesa i els representants de les bones viles.
Per esdevenir efectiu, li calia a una proposició de llei del príncep l'aprovació dels tres estaments, votada durant els Dies dels estats. Se celebraven dues vegades l'any i solien durar deu dies. Les bones viles prefiguraven una mena de parlament. Tenien un poder real que creixerà amb el temps quan el tercer estament s'emancipava a poc a poc. El 2 de desembre 1373, després la Pau dels XXII es creà el Tribunal dels XXII, compost de quatre canonges, quatre nobles i catorze representants de les Bones Viles. Els funcionaris i els consellers del príncep-bisbe havien de sotmetre's a les decisions sobiranes del tribunal. Aquest sistema perdurarà fins a la revolució de Lieja. Al 7 de desembre 1792, serà reemplaçat per a una assemblea única: la Convenció nacional de Lieja, elegida amb un sufragi universal i directe.
El seu nombre es va fixar a 23 l'any 1651: les 12 bones viles germàniques: Tongeren i 11 bones viles del comtat de Loon annexionat el 1366 i de parla limburguesa o neerlandesa i 11 bones viles romàniques, de parla valona o francesa. El territori de Lieja era partit en quarters. La llista davall indica el quarter, el nombre de representants al Tribunal dels XXII i la província belga actual on es troba la ciutat.
| Ciutat          | Quarter             | XXII | Província actual | llengua[3] |
| Lieja Capital   |                     | 4    | Lieja            | fr         |
| Tongeren        | Haspengouw          | 1    | Limburg          | nl         |
| Huy             | Condroz             | 2    | Lieja            | fr         |
| Dinant          | Amont               | 2    | Namur            | fr         |
| Ciney           | Condroz             |      | Namur            | fr         |
| Thuin           | Entre-Sambre-i-Mosa | 1    | Hainaut          | fr         |
| Fosses-la-Ville | Entre-Sambre-i-Mosa | 1    | Namur            | fr         |
| Couvin          | Entre-Sambre-i-Mosa |      | Namur            | fr         |
| Châtelet        | Entre-Sambre-i-Mosa |      | Hainaut          | fr         |
| Sint-Truiden    | Loon                | 1    | Limburg          | nl         |
| Visé            | Franchimont         |      | Lieja            | fr         |
| Waremme         | Haspengouw          |      | Lieja            | fr         |
| Borgloon        | Loon                | 1    | Limburg          | nl         |
| Hasselt         | Loon                | 1    | Limburg          | nl         |
| Maaseik         | Loon                |      | Limburg          | nl         |
| Bilzen          | Loon                |      | Limburg          | nl         |
| Beringen        | Loon                |      | Limburg          | nl         |
| Herk-de-Stad    | Loon                |      | Limburg          | nl         |
| Bree            | Loon                |      | Limburg          | nl         |
| Stokkem         | Loon                |      | Limburg          | nl         |
| Hamont          | Loon                |      | Limburg          | nl         |
| Peer            | Loon                |      | Limburg          | nl         |
| Verviers        | Franchimont         |      | Lieja            | fr         |
Dues ciutats més tenien un estatut particular al principat, tot i no ésser «Bona Vila» en no tenir representants al tercer estament.
| Ciutat     | Estatut                                                                                                   | Província actual   | Llengua |
| Maastricht | Jurisdicció compartida primer amb el ducat de Brabant i després amb la República de les Províncies Unides | Limburg neerlandès | nl      |
| Bouillon   | Ciutat fortificada de Bouillon                                                                            | Luxemburg          | fr      |